# Parafia Niepokalanego Poczęcia Najświętszej Maryi Panny w Bydgoszczy

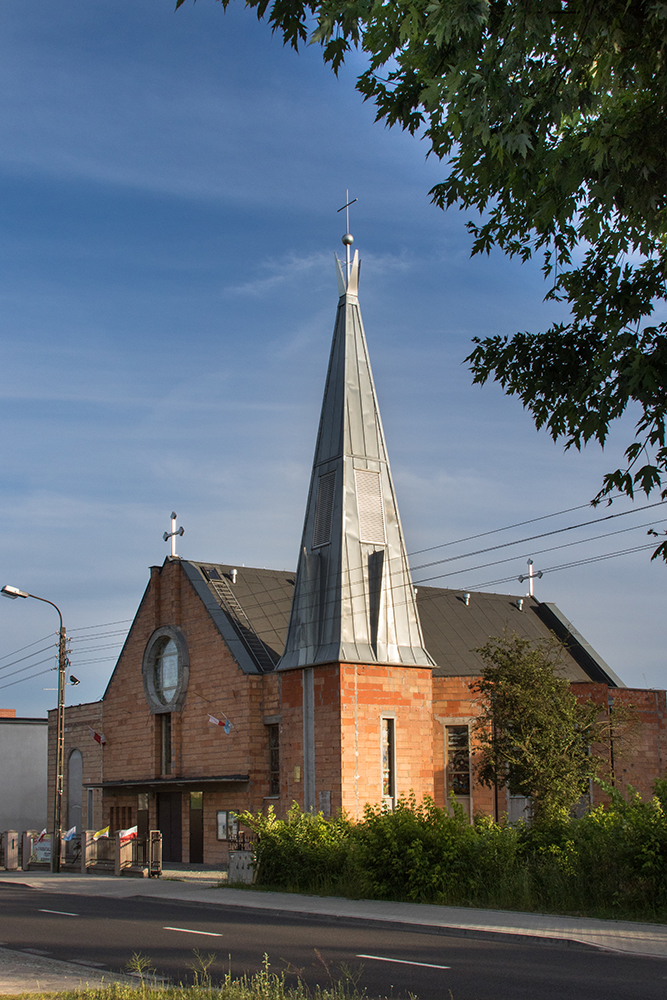
Kościół na Jachcicach w czerwcu 2017 roku

Parafia Niepokalanego Poczęcia Najświętszej Marii Panny w Bydgoszczy – rzymskokatolicka parafia wchodząca w skład dekanatu Bydgoszcz I w diecezji bydgoskiej.

## Historia
Parafia znajduje się na osiedlu Jachcice.
Mieszkańcy Jachcic o własnej parafii myśleli jeszcze przed II wojną światową. Planowano wówczas, że kościół stanie u zbiegu ulic Ludwikowo i Kąpielowej. Budowa kościoła św. Antoniego na sąsiednim Czyżkówku sprawiła jednak, że budowa kościoła na Jachcicach zeszła na dalszy plan. Własną parafię udało powołać dopiero w 1958 roku, a jej pierwszym proboszczem został ks. Wacław Maciocha.
Budowę rozpoczęto 8 kwietnia 1958, a poświęcenie kaplicy miało miejsce już 26 maja tego samego roku. Od roku 2008 trwa przebudowa kościoła parafialnego. W 2014 roku nastąpiło wyburzenie starej kaplicy. Pierwsza msza święta w murach nowego kościoła odbyła się 2 sierpnia 2014 roku. Sukcesywnie prowadzone są kolejne prace mające na celu wykończenie nowego kościoła. W 2015 roku postawiono wieżę kościoła na której zamontowano odnowione dzwony kościelne. W dni powszednie msze święte odbywają się w tzw. kaplicy dziennej oddanej do użytku w 2009 roku. W 2016 roku w bliskim sąsiedztwie kościoła zbudowano grotę Matki Bożej oraz postawiono krzyż misyjny. W grocie znajduje się odnowiona figura Matki Bożej która dotychczas znajdowała się na frontonie starej kaplicy.

## Proboszczowie
| Proboszcz           | Od            | Do            |
| ------------------- | ------------- | ------------- |
| ks. Wacław Maciocha | maj 1958      | sierpień 1972 |
| ks. Roman Schoepe   | sierpień 1972 | czerwiec 2003 |
| ks. Roman Mrosczok  | czerwiec 2003 |               |

## Grupy parafialne

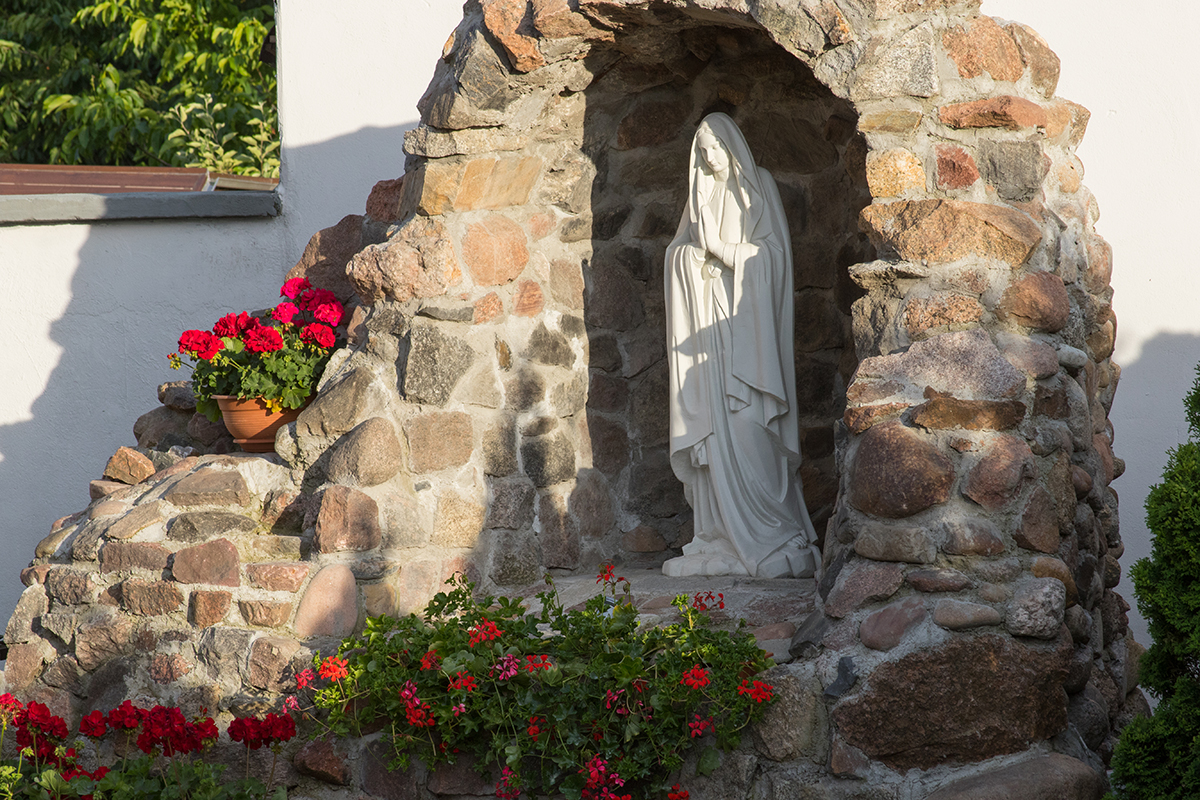
Grota Matki Bożej znajdująca się za kościołem

Lektorzy, Ministranci, Żywy Różaniec, Straż Honorowa Serca Pana Jezusa, Grupa Charytatywna, Duszpasterstwo Młodzieży, Schola Dziecięca